# Східноафриканські гірські ліси

Екорегіон Східноафриканські гірські ліси на мапі, позначено фіолетовим

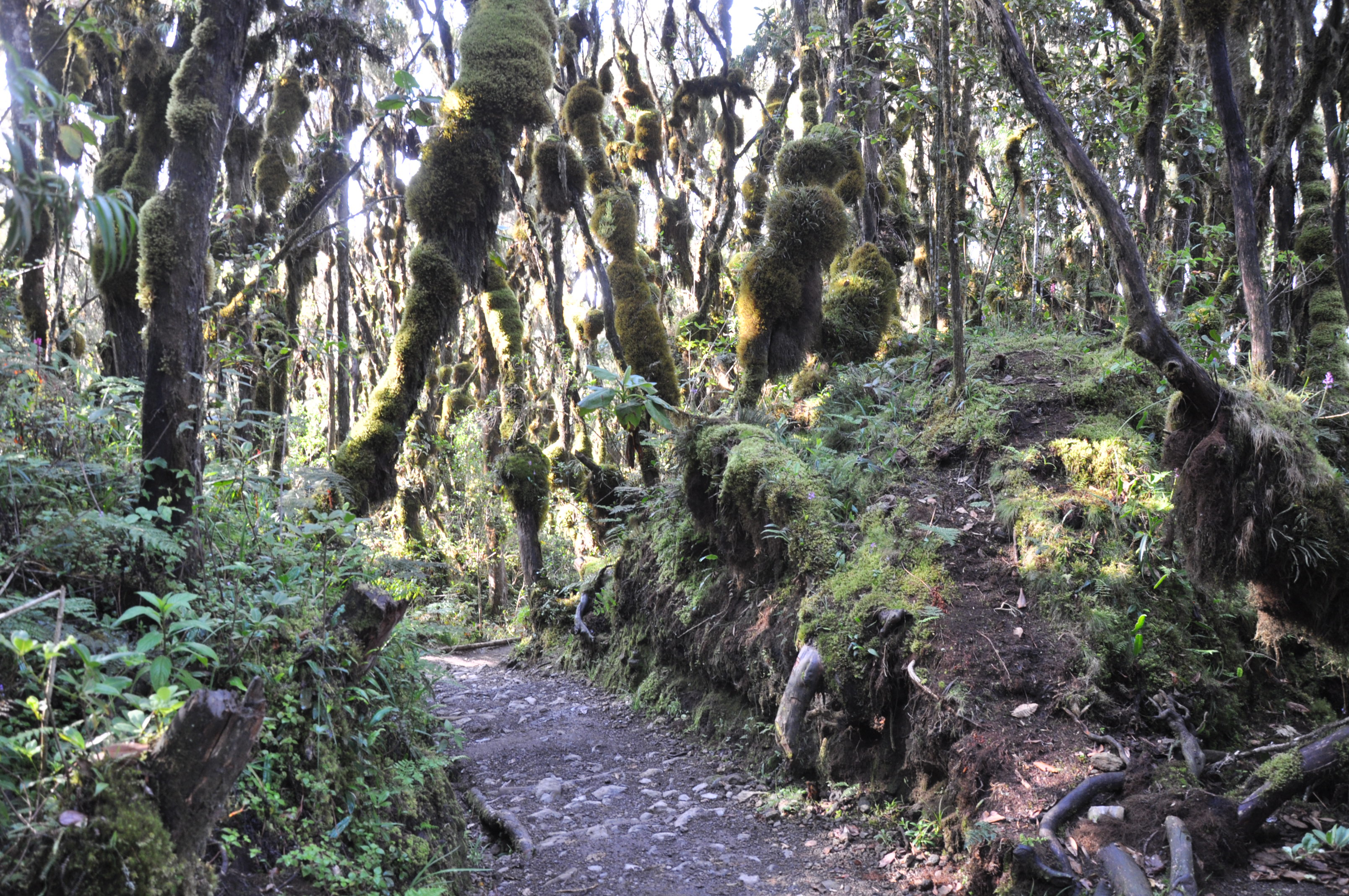
Гірський дощовий ліс на горі Кіліманджаро

Східноафриканські гірські ліси — екорегіон гірських тропічних вологих лісів у Східній Африці. Екорегіон включає декілька окремих районів розташованих вище 2000 метрів над рівнем моря у горах Південного Судану, Уганди, Кенії та Танзанії.

## Розташування
Східноафриканські гірські ліси мають загальну площу 65 500 км², та зосереджені у 25 окремих анклавах, які мають розмір від 23 700 до 113 км². Найпівнічніший анклав знаходиться на горі Кіньєті у горах Іматун Південного Судану, простягається на південь через гору Морото на сході Уганди та гору Елгон на кордоні Кенії та Уганди. У Кенії та Танзанії екорегіон є на горах вздовж рифту Грегорі та пов'язаних з ними вулканів, включаючи хребет Абердер, гору Кенія, гору Кулал, гору Ніїру, Букколь та Нгуруман в Кенії та гору Кіліманджаро, гору Меру, Нгоронгоро та ліси Маранг (нагір'я Мбулу та гора Хананг) на півночі Танзанії.

## Флора
Екорегіон складається з гірських лісів, луків і саван, що переходять у Східноафриканські гірські вересові пустища вище по схилу. В екорегіоні флора представлена Афромонтана, яка зустрічається у горах Східної Африки і відрізняється від флори низовини.